# 金洋州
金洋州，元朝时的州。
金洋州本为隶兴元路（治所在今陕西省汉中市）的金州（今陕西省安康市）、洋州（今陕西省洋县），1238年，有雷、李二将挈民户归附蒙古帝国，窝阔台大汗令迁至成州（今甘肃省成县），自行金洋州事。元朝建立后废除金洋州。